# Glebe District Rugby League Football Club
Vous lisez un « bon article » labellisé en 2009.
Maillots
Glebe District Rugby League Football Club, dit Glebe, est un ancien club de rugby à XIII australien, présent lors de la fondation de la New South Wales Rugby League (championnat de rugby à XIII de Nouvelle-Galles du Sud (NSWRL)) en 1908 jusqu'à la disparition du club en 1929. Créé le 9 janvier 1908, il s'agit du deuxième club de rugby à XIII en Australie à voir le jour. Les joueurs sont surnommés les « Dirty Reds » en raison de la couleur bordeaux de leurs maillots.
Basé à Glebe (en Nouvelle-Galles du Sud), le club dispute la plupart de ses matchs à domicile à Wentworth Park. Glebe est longtemps l'un des clubs les plus compétitifs du championnat remportant la saison régulière une fois en 1911 et terminant finaliste ou second du championnat à quatre reprises (1911, 1912, 1915 et 1922) lors de ses vingt-deux championnats disputés mais n'ayant jamais remporté le championnat. En 1929, à la suite d'un vote du comité général de la NSWRL, il est décidé d'exclure le club du championnat.

## Palmarès
- New South Wales Rugby League :
  - Finaliste : 1911, 1912, 1915 et 1922.
  - Vainqueur de la saison régulière : 1911.

## Histoire

### Contexte et création du club de rugby à XIII
Au début du vingtième siècle, Glebe est une banlieue de la classe ouvrière de Sydney, située à quelques kilomètres à l'ouest du centre-ville. Une équipe de Glebe dispute le second niveau de rugby à XV durant quelques années et, en raison de sa popularité, est promue en première division en 1900. Glebe fait alors un impact significatif sur cette compétition puisqu'il la remporte en 1901, 1906 et 1907. Il adopte par ailleurs la couleur bordeaux comme toutes les équipes issues de cette même banlieue.
En 1907, Alex Burdon, joueur australien de rugby à XV, se fracture l'épaule au cours d'un match et ne peut reprendre son travail pendant dix semaines, il ne reçoit aucune aide de la fédération australienne pour ses soins. Quelque temps auparavant en 1905, les quinzistes néo-zélandais, par l'intermédiaire de George Smith, découvrent le rugby à XIII lors d'une tournée au Royaume-Uni. Ils en font part à Albert Henry Baskerville qui met en place une sélection néo-zélandaise suivant le nouveau code de rugby. De son côté George Smith se rend en Australie et s'entretient avec de nombreux joueurs de rugby à XV pour annoncer cette sélection, notamment James Giltinan qui est séduit par la « prévision de la rétribution nécessaire et indispensable pour rembourser les frais des joueurs blessés ». Vingt-six joueurs décident alors de rejoindre le nouveau code ce qui entraîne leur radiation de la fédération australienne de rugby à XV. Ils créent la New South Wales Rugby League (NSWRL) entre le 8 et le 16 août 1907 et la première édition de ce championnat se déroule entre avril et août 1908.
Glebe décide alors de former une équipe pour ce nouveau code. Le « Glebe District Rugby League Football Club » est fondé le 9 janvier 1908, devenant le deuxième club de rugby à XIII créé en Australie après celui de Newtown le 8 janvier 1908,. Beaucoup de personnes et de joueurs prennent part à cette aventure, considérée comme une prouesse pour la New South Wales Rugby League. Glebe conserve la couleur bordeaux propre aux autres équipes de cette banlieue de Sydney et est surnommé les « Dirty Reds », surnom également de la plupart des équipes sportives de Glebe. Les autres clubs participant à cette première édition sont South Sydney, Eastern Suburbs, North Sydney, Newcastle, Balmain, Cumberland, Newtown et Western Suburbs.

### Parcours sportif
Le club fait ses débuts avec une victoire 8-5 contre Newcastle le 20 avril 1908. Il lutte toute la saison dans le haut du classement en compagnie de South Sydney et d'Eastern Suburbs. Terminant troisième de la saison régulière, il est qualifié pour les phases finales, mais en demi-finale devant 1 200 spectateurs il perd contre les South Sydney 3-16, ces derniers ayant remporté la saison régulière et le titre deux semaines plus tard contre Eastern Suburbs.

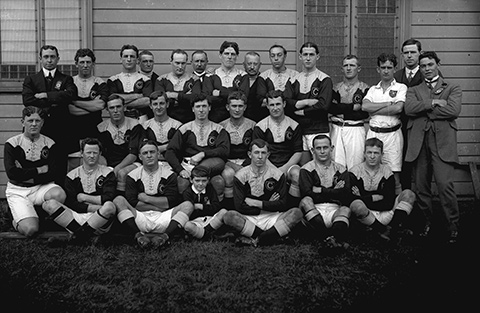
Équipe de Glebe en 1911.

En 1909, le club est en lutte pour l'une des quatre premières places qualificatives pour les phases finales mais perd son ultime match contre Balmain 5-10, il finit cinquième cette année-là tout comme l'année suivante. En revanche la saison 1911 est d'un autre acabit puisque Glebe termine premier de la saison régulière en remportant onze de ses quatorze matchs et se qualifie pour la deuxième fois de son histoire pour les phases finales. Dans leur premier match de phases finales, les « Dirty Reds » sont surpris par les Eastern Suburbs menés par Dally Messenger. Ils sont battus 22-9. Un second match se déroule puisque le vainqueur de la saison régulière a droit à un challenge s'il perd la première finale. Une semaine plus tard devant 20 000 spectateurs, Eastern confirme et bat Glebe 11-8 dans l'enceinte de l'Agricultural Oval.
L'année suivante en 1912, après la perte du titre de Glebe alors que celui-ci avait remporté la saison régulière, la NSWRL décide qu'aucune finale ne se joue en fin de saison sauf en cas d'égalité de points. Lors de la quatrième journée du championnat, le match opposant Eastern et Glebe attire 22 000 spectateurs pour une victoire des premiers 10-2. Au match retour, Glebe compte deux points de retard sur Eastern qu'une victoire comblerait, mais au Sydney Sports Ground devant 25 000 spectateurs, Glebe perd une nouvelle fois 4-6 et voit s'envoler ses désirs de titre, il termine second du championnat à quatre points d'Eastern.
Les saisons 1913 et 1914 sont deux saisons médiocres pour le club malgré le fait qu'il gagne plus de matchs qu'il n'en perd, mais il termine respectivement quatrième et cinquième du championnat. En 1915, après quatre victoires d'entrée, il affronte Balmain avec qui il partage la tête du championnat. Glebe perd la rencontre 18-5 mais reste au contact de Balmain toute la saison en attendant le match retour. Lors de ce dernier, à la onzième journée, Glebe perd le match crucial sur le score de 12-2 devant 20 000 spectateurs. Glebe a remporté cette saison-là tous ses matchs à l'exception des deux affrontements contre Balmain.
Glebe au cours de la fin de décennie continue de remporter plus de matchs qu'il n'en perd mais, en l'absence de phases finales, il se classe régulièrement entre la troisième et la cinquième place - troisième en 1916, cinquième en 1917, troisième en 1918, quatrième en 1919 et troisième en 1920 et en 1921. En 1922, il termine à égalité de points en tête du championnat avec North Sydney. Il dispute donc une finale mais la perd 35-3 et termine une nouvelle fois finaliste.
À partir de 1923, les résultats du club déclinent et pour la première fois depuis 1910, le club perd plus de match qu'il n'en gagne terminant à la sixième place. En 1926, les phases finales sont rétablies, les quatre premiers de la saison régulière y prennent part. Glebe termine à la seconde place et se qualifie pour les phases finales mais l'équipe est battue sèchement 29-3 par « University » pour une place en finale.
Au cours de ses trois dernières années d'existence, Glebe se bat en fin de classement à la suite du départ d'un joueur clef Frank Burge parti à St. George. Le club termine huitième en 1927, septième en 1928 et enfin huitième en 1929. À la fin de la saison 1929, le comité général de la NSWRL décide au cours d'un vote d'exclure Glebe de la compétition par treize voix à douze. Une théorie stipule que c'est à la suite de la volonté du club de Balmain, en accord avec South Sydney, d'exclure Glebe dans le but de consolider leurs territoires. Glebe a cessé depuis d'exister et n'a plus disputé de rencontre.

## Saison
Le tableau ci-dessous retrace toutes les saisons de Glebe en NSWRL. Lors de leur unique victoire en saison régulière en 1911, le système des phases finales est en place mais il est fatal au club puisqu'il ne peut confirmer sa suprématie en étant battu en demi-finale. A contrario, quand le club est parvient second du championnat en 1912 et 1915, troisième en 1916, 1918, 1920 et 1921 ou quatrième en 1913, 1919 et 1924, le système des phases finales n'est plus en place. Il participe à une finale en 1922 car il termine à égalité de points avec North Sydney en fin de saison régulière et participe aux phases finales en 1926 lors du rétablissement de celles-ci.
| Compétition | Matchs joués | Victoire | Nul | Défaite | Place | Saison régulière | Phase finale | Finaliste ou second | Champion |
| NSWRL 1908  | 9 (1)        | 7        | 0   | 2 (1)   | 4 / 9 |                  | X            |                     |          |
| NSWRL 1909  | 10           | 4        | 0   | 6       | 5 / 8 |                  |              |                     |          |
| NSWRL 1910  | 14           | 6        | 0   | 8       | 5 / 8 |                  |              |                     |          |
| NSWRL 1911  | 14 (2)       | 11       | 0   | 3 (2)   | 1 / 8 | X                | X            | X                   |          |
| NSWRL 1912  | 14           | 11       | 0   | 3       | 2 / 8 |                  |              | X                   |          |
| NSWRL 1913  | 14           | 8        | 0   | 6       | 4 / 8 |                  |              |                     |          |
| NSWRL 1914  | 14           | 7        | 1   | 6       | 5 / 8 |                  |              |                     |          |
| NSWRL 1915  | 14           | 12       | 0   | 2       | 2 / 8 |                  |              | X                   |          |
| NSWRL 1916  | 14           | 10       | 1   | 3       | 3 / 8 |                  |              |                     |          |
| NSWRL 1917  | 14           | 8        | 0   | 6       | 5 / 8 |                  |              |                     |          |
| NSWRL 1918  | 14           | 9        | 0   | 5       | 3 / 8 |                  |              |                     |          |
| NSWRL 1919  | 14           | 9        | 0   | 5       | 4 / 8 |                  |              |                     |          |
| NSWRL 1920  | 13           | 8        | 0   | 5       | 3 / 9 |                  |              |                     |          |
| NSWRL 1921  | 8            | 6        | 0   | 2       | 3 / 9 |                  |              |                     |          |
| NSWRL 1922  | 16 (1)       | 12       | 0   | 4 (1)   | 2 / 9 |                  | X            | X                   |          |
| NSWRL 1923  | 16           | 6        | 0   | 10      | 6 / 9 |                  |              |                     |          |
| NSWRL 1924  | 8            | 4        | 0   | 4       | 4 / 9 |                  |              |                     |          |
| NSWRL 1925  | 12           | 5        | 0   | 7       | 6 / 9 |                  |              |                     |          |
| NSWRL 1926  | 16 (1)       | 9        | 1   | 6 (1)   | 2 / 9 |                  | X            |                     |          |
| NSWRL 1927  | 16           | 4        | 0   | 12      | 8 / 9 |                  |              |                     |          |
| NSWRL 1928  | 12           | 4        | 0   | 8       | 7 / 9 |                  |              |                     |          |
| NSWRL 1929  | 16           | 3        | 3   | 10      | 8 / 9 |                  |              |                     |          |
| Total       | 297          | 163      | 6   | 128     | -     | 1                | 4            | 4                   | 0        |

## Statistiques et records
Sur le plan individuel, Frank Burge détient plusieurs records sous le maillot de Glebe. Ses huit essais contre University le 19 juin 1920 est non seulement un record du club mais également un record du championnat d'Australie. C'est également à l'occasion de ce match qu'il détient le record de points sur un même match avec 32 points (huit essais et quatre transformations). Un mois plus tôt, il réussit à marquer huit transformations contre « Annandale », un record du club codétenu avec Jack Hickey établi en 1927.
En 1918, Frank Burge inscrit 24 essais au cours de la saison et en 1920 inscrit un total de 110 points, ce qui constitue deux records pour le club. Au total, celui-ci inscrit 137 essais et 49 transformations pour le club au cours d'une carrière longue de seize saisons au club comptant 138 matchs. Ce record d'essais pour un avant (incluant ses neuf autres essais sous les couleurs de St. George) n'est battu que 80 ans plus tard par Steve Menzies en 2004.

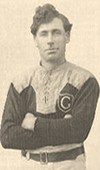
Chris McKivat.

La victoire la plus large est un 59-3 contre North Sydney au Wentworth Oval le 17 juillet 1915 tandis que sa plus lourde défaite est un 0-36 contre Eastern Suburbs. Au total, Glebe est l'une des équipes les plus victorieuses du championnat. Sur les trente-trois équipes ayant participé au championnat d'Australie dans l'histoire, Glebe présente le cinquième meilleur pourcentage de victoire avec 55,89 %, seuls les Brisbane Broncos, Melbourne Storm, St. George Dragons et Manly Sea Eagles font mieux. Sur ses 297 matchs, les « Dirty Reds » présentent le bilan suivant : 163 victoires, six nuls et 128 défaites.

## Joueurs notables
Durant ses vingt-deux années d'existence dans la NSWRL, le club a fourni douze internationaux que sont Alex Burdon, Frank Burge, Peter Burge, Albert Conlon, Bert Grey, Arthur Halloway, Charlie Hedley, Jack Hickey, Tom McCabe, Chris McKivat, Peter Moir et Les Cubitt. Le troisième frère de Frank Burge - Albert Burge - est également un Dirty Red. Alex Burdon et Chris McKivat ont l'honneur d'avoir le capitanat de leur sélection nationale respectivement de 1908-1909 et de 1911-1911, enfin Les Cubitt obtient le capitanat de la sélection australasienne en 1921.
En 2008, pour célébrer le centenaire du rugby à XIII en Australie, quatre joueurs ayant joué pour Glebe ont été retenus dans la liste des cent plus grands treizistes australiens, à savoir Frank Burge, Les Cubitt, Arthur Halloway et Chris McKivat.